# Matthew Rehwoldt
Matthew Rehwoldt (Chicago, Illinois Estados Unidos; 7 de octubre de 1987) es un ex-luchador profesional y anunciador estadounidense que actualmente está firmado con Total Nonstop Action Wrestling como comentarista. Es también conocido por su tiempo en la WWE, donde se desempeñó bajo el nombre de Aiden English.
Es conocido por haber formado parte de The Vaudevillains con Simon Gotch, con quien ganó los Campeonatos en Parejas de NXT en el territorio de desarrollo de la WWE, NXT. English comenzó su carrera como luchador profesional con WWE en 2012 y se convirtió en comentarista de 205 Live en 2019. Como luchador, English ha tenido feudos con Colin Cassady en 2014 y Rusev en 2018. Fuera de la lucha libre, Rehwoldt comenzó la campaña de medios sociales "Rough Cuts" para obras de arte sin terminar y el proyecto "Wrestling With Whiskey" en YouTube.

## Primeros años
Rehwoldt nació en Chicago, donde comenzó a interesarse por la actuación a una edad muy temprana. A los 20 años, ya había aparecido en 20 producciones teatrales. Después de graduarse de Lyons Township High School, Rehwoldt empezó a estudiar actuación (con una atención especial a las peleas coreografiadas) en el Columbia College de Chicago, graduándose en 2010 con un título de Bachelor of Arts.

## Carrera en la lucha libre profesional

### Circuito independiente (2011-2012)
Después de graduarse en Columbia, Rehwoldt empezó a entrenar como luchador profesional. Debutó en el circuito independiente de Illinois en 2011 bajo el nombre de Matt Marquee. Rehwoldt luchó para varias promociones tales como Chicago Style Wrestling, donde formó un equipo llamado The Ryte Stuff junto con Barry Ryte.

### WWE (2012-2020)

#### Florida Championship Wrestling (2012)
Rehwoldt firmó un contrato con la WWE a principios de 2012, y fue asignado al territorio de desarrollo, Florida Championship Wrestling (FCW), donde empezó a luchar bajo el nombre de "Aiden English". Hizo su debut televisivo en el episodio del 8 de abril de FCW, haciendo equipo con Audrey Marie en un Mixed Tag Team Match contra Rick Victor y Paige.

#### NXT Wrestling (2012-2016)
Después de que la WWE convirtiera a la FCW en NXT, el debut televisivo de English tuvo lugar en el segundo episodio de NXT filmado en Full Sail University, siendo derrotado por Leo Kruger. A lo largo del año, English fue utilizado principalmente como jobber, perdiendo ante luchadores como Bray Wyatt, Ryback y Big E Langston, entre otros. En el episodio del 29 de mayo de 2013 en NXT, English participó en un Battle Royal para determinar al contendiente #1 por el Campeonato de NXT, siendo eliminado por Mason Ryan. El 18 de septiembre en NXT, consiguió su primera victoria televisada, derrotando a Michael Q. Laurie.
Una semana después, en el episodio del 25 de septiembre en NXT, English interpretó una versión paródica de la canción titulada Major-General's Song del musical The Pirates of Penzance mientras se dirigía al ring. A partir de entonces comenzó a cantar antes, durante y después de sus combates. A lo largo del año, English obtuvo un par de victorias ante Jason Jordan y Camacho. A comienzos de 2014, English inició una rivalidad con Colin Cassady, compitiendo contra él en un Sing-Off Challenge en el episodio del 1 de enero de NXT, en el cual fue vencido. Sin embargo, English logró derrotar a Cassady en varios combates posteriores.

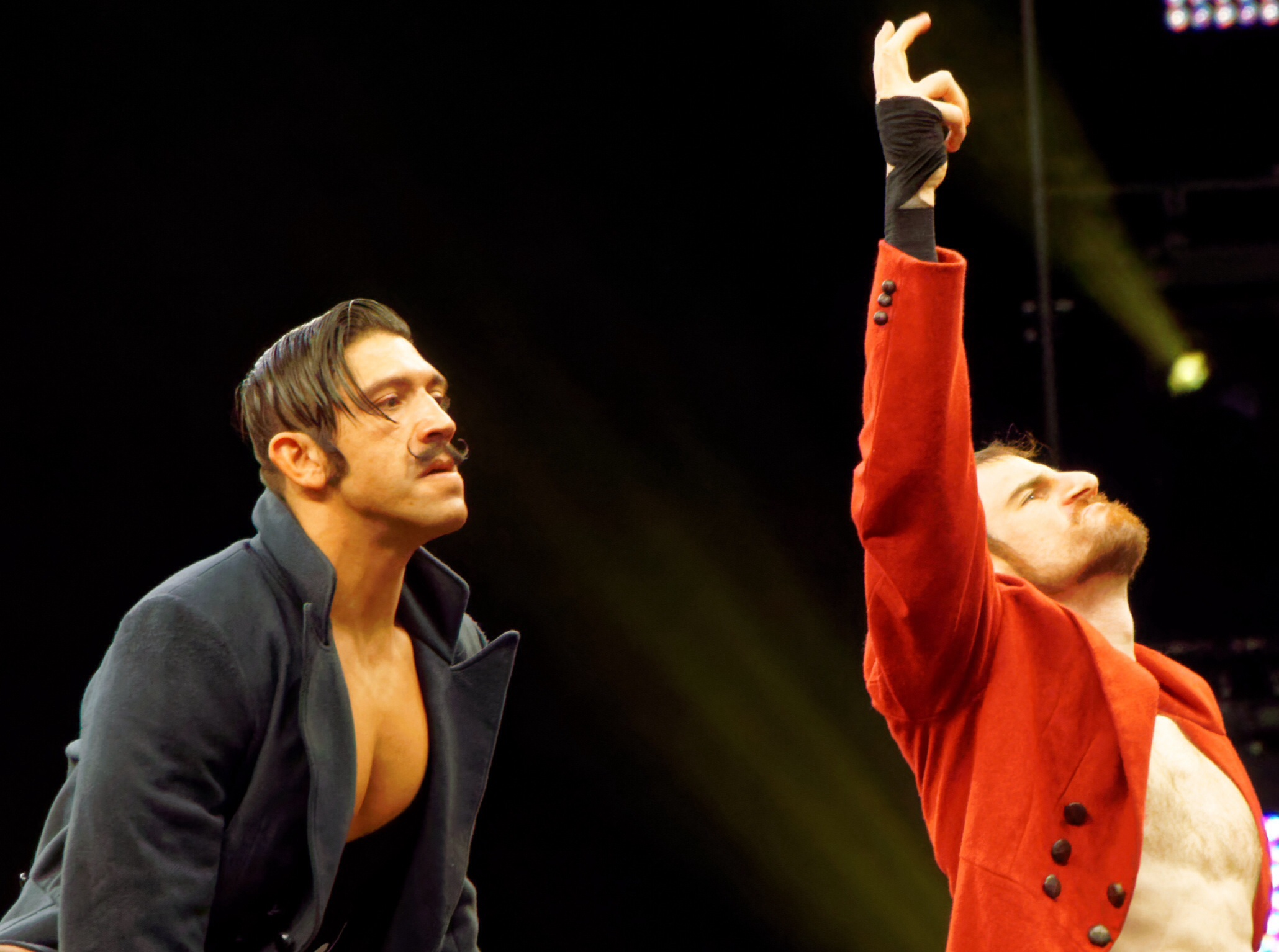
English (derecha) junto con Simon Gotch en abril de 2016.

En junio de 2014, English formó un equipo con Simon Gotch, conocido como The Vaudevillains. Hicieron su debut como equipo en el episodio del 19 de junio de NXT, venciendo a Travis Tyler & Angelo Dawkins. En NXT TakeOver: Brooklyn, The Vaudevillains derrotaron a Blake & Murphy para ganar los Campeonatos en Parejas de NXT. En el episodio del 11 de noviembre en NXT, The Vaudevillains perdieron los títulos ante Dash & Dawson, terminando su reinado de 61 de días. El 25 de noviembre en NXT, The Vaudevillains se enfrentaron a Dash & Dawson en su revancha por los campeonatos, pero fueron derrotados. En el episodio del 23 de diciembre en NXT, The Vaudevillains se enfrentaron a Blake & Murphy, The Hype Bros y Jason Jordan & Chad Gable en un Fatal 4-Way Tag Team Match, pero los ganadores fueron Jordan & Gable. El 16 de marzo de 2016 en NXT, The Vaudevillains fueron derrotados por American Alpha (Jordan & Gable) en una lucha para determinar a los retadores #1 por los Campeonatos en Parejas de NXT.

#### 2016
En el episodio del 7 de abril de SmackDown, The Vaudevillains hicieron su debut en el roster principal como heels derrotando a The Lucha Dragons. El 11 de abril en Raw, The Vaudevillains fueron anunciados como uno de los equipos que competirían en un torneo para determinar a los contendientes #1 por los Campeonatos en Parejas de la WWE, en donde derrotaron a Goldust & Fandango en la primera ronda el 14 de abril en SmackDown y a The Usos en la semifinal el 18 de abril en Raw. En Payback, The Vaudevillains se enfrentaron a Colin Cassady & Enzo Amore en la final del torneo. Dicho combate terminó sin resultado debido a una conmoción legítima que sufrió Amore tras ser sacado de ring brutalmente por Simon Gotch, por lo que The Vaudevillains fueron declarados como los retadores #1 por los títulos. En Extreme Rules, The Vaudevillains recibieron su lucha por los campeonatos contra The New Day, pero fueron derrotados. En Money in the Bank, The Vaudevillains se volvieron a enfrentar a The New Day en un Fatal 4-Way Tag Team match por los títulos, en donde también estuvieron involucrados Enzo & Cass y Luke Gallows & Karl Anderson. Sin embargo, The New Day nuevamente retuvo los campeonatos.
El 19 de julio, The Vaudevillains fueron mandados a la marca SmackDown debido al Draft y a la nueva separación de marcas. En el Kick-Off de SummerSlam, The Vaudevillains se enfrentaron junto con Breezango (Tyler Breeze & Fandango) & The Ascension (Konnor & Viktor) a American Alpha (Jason Jordan & Chad Gable), The Hype Bros (Zack Ryder & Mojo Rawley) & The Usos (Jimmy Uso & Jey Uso), siendo derrotados. Después de eso, el gerente general de SmackDown, Daniel Bryan, y el comisionado de dicha marca, Shane McMahon, anunciaron la realización de un torneo por equipos por los inaugurales Campeonatos en Parejas de SmackDown. En el episodio del 30 de agosto de SmackDown, The Vaudevillains fueron derrotados por The Hype Bros en la primera ronda del torneo. En el kick-Off de No Mercy, The Vaudevillains & The Ascension se enfrentaron a American Alpha & The Hype Bros en un 8-Man Tag Team match, pero fueron vencidos. En el episodio del 8 de noviembre de SmackDown, The Vaudevillains fueron derrotados por Breezango en una lucha clasificatoria al Team SmackDown para el Traditional Survivor Series Elimination Tag Team match en Survivor Series. En el kick-Off de TLC: Tables, Ladders & Chairs, The Vaudevillains se enfrentaron junto con The Ascension & Curt Hawkins a American Alpha, The Hype Bros & Apollo Crews, siendo derrotados después de que Gable cubriera a Simon Gotch.

#### 2017
En el episodio del 31 de enero de 2017 de SmackDown, The Vaudevillains, junto con otros cuatro equipos, respondieron el reto abierto por los Campeonatos en Parejas de SmackDown de American Alpha, en donde un altercado entre los seis equipos inició antes de ser separados por árbitros y oficiales de seguridad. En Elimination Chamber, The Vaudevillains compitieron en un Tag Team Turmoil match por los títulos, pero fueron eliminados por Rhyno & Heath Slater. En el kick-Off de WrestleMania 33, tanto English como Simon Gotch participaron en el André the Giant Memorial Battle Royal, el cual fue ganado por Mojo Rawley. El 5 de abril, el equipo de The Vaudevillains llegó a su fin después de que Gotch fuera liberado de su contrato con la WWE.

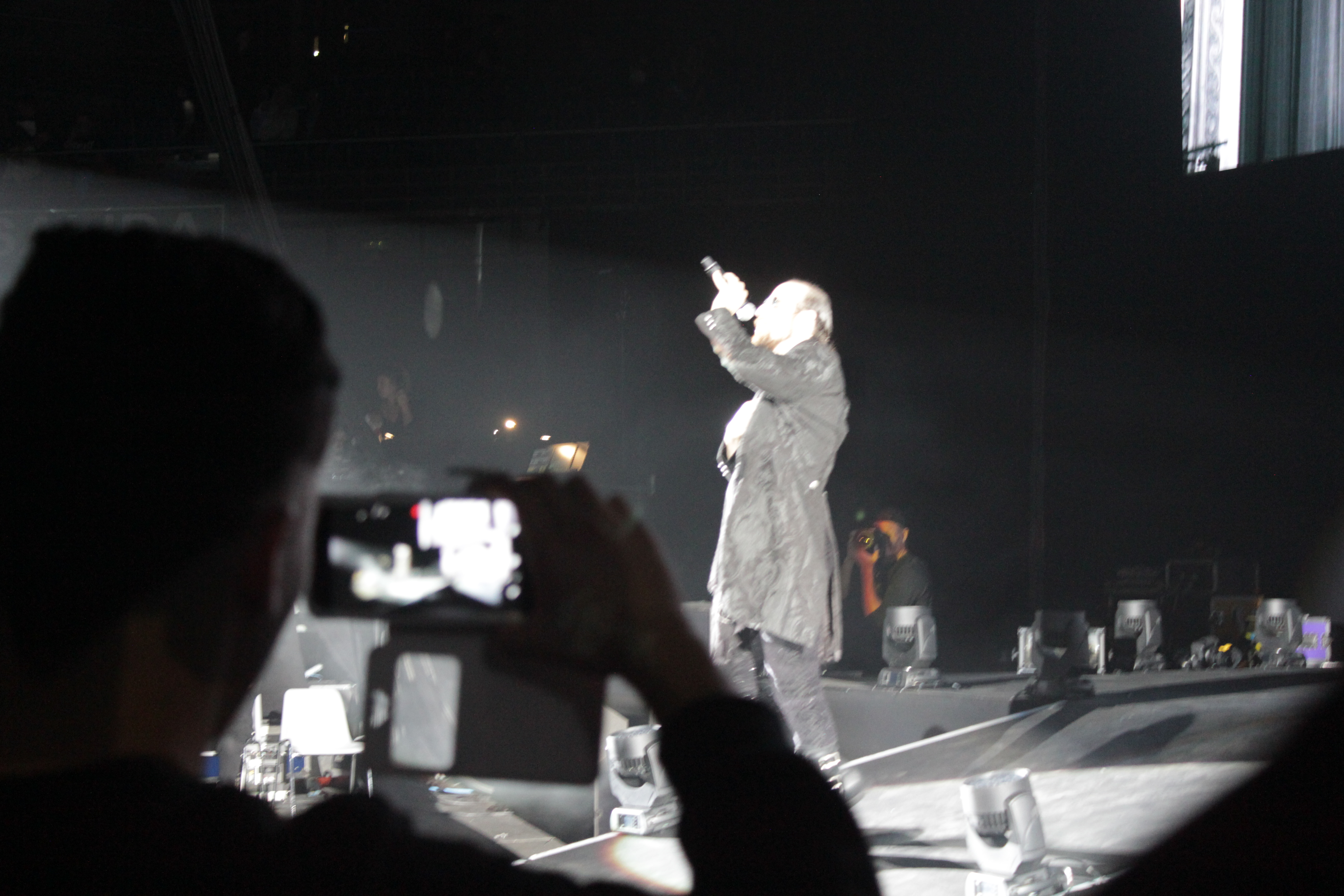
Aiden English con su gimmick de "The Drama King" en 2017.

En abril, The Vaudevillains se disolvió cuando Gotch dejó la WWE, por lo que English volvió a luchar individualmente y a cantar nuevamente antes de sus combates. En el episodio del 11 de abril de SmackDown, English fue derrotado por el debutante Tye Dillinger, y nuevamente en una lucha de revancha en el episodio del 2 de mayo de SmackDown. En el kick-off de Backlash, English se enfrentó una vez más a Dillinger, pero fue derrotado. En el episodio del 4 de julio en SmackDown, English derrotó a Randy Orton por descalificación después de que Orton lo atacara con los escalones metálicos durante la lucha. En el kick-off de Battleground, English derrotó a Dillinger. En el episodio del 1 de agosto de SmackDown, English obtuvo una victoria sobre Sami Zayn. En el episodio del 22 de agosto de SmackDown, English fue derrotado por el debutante Bobby Roode. La semana siguiente en SmackDown, English derrotó nuevamente a Zayn en una lucha con Kevin Owens como árbitro especial invitado (quien intencionalmente le dio el triunfo a English para burlarse de Shane McMahon, quien había arbitrado su combate por el Campeonato de los Estados Unidos la semana anterior), al igual que en el episodio de 5 de septiembre de SmackDown. Después de la lucha, English le dedicó una canción a Zayn en forma de burla, lo que hizo que Zayn lo persiguiera hasta ringside.

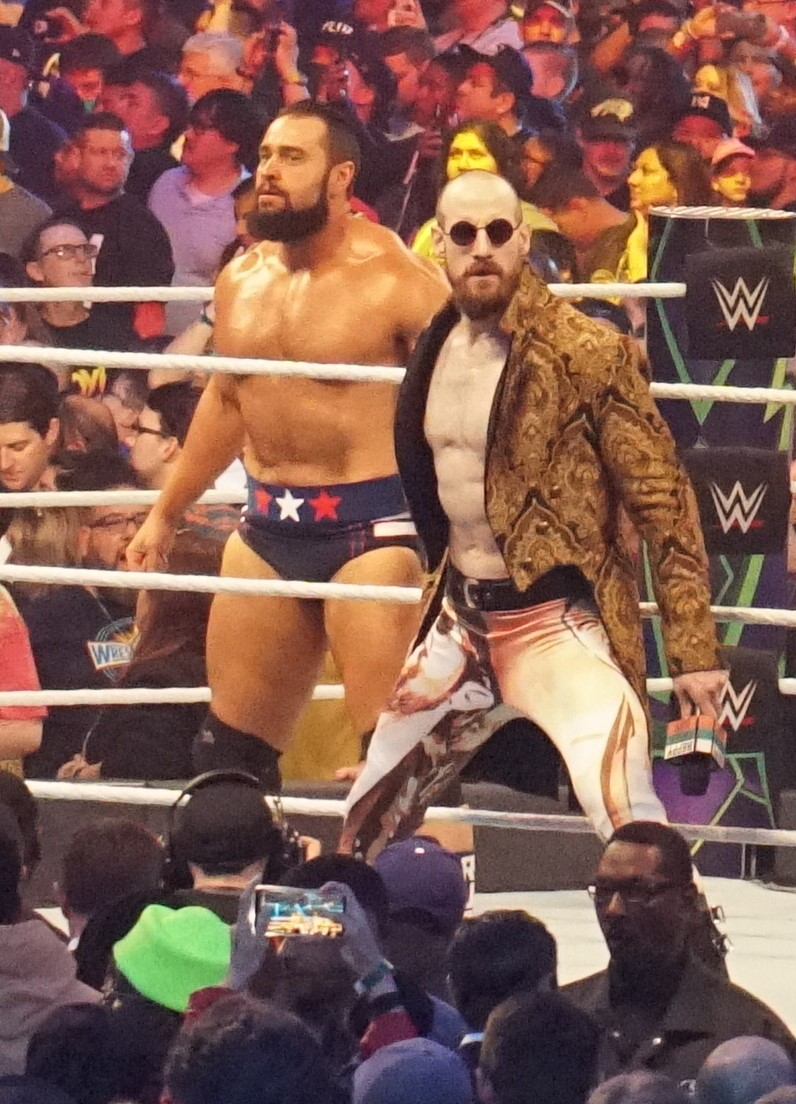
English con Rusev en WrestleMania 34.

En septiembre, English se alió con Rusev durante una rivalidad con Randy Orton. Luego de perder contra Orton en SummerSlam, Rusev derrotó a Orton en una lucha de revancha después de un combate entre Orton y English, el cual Orton había ganado. English distrajo a Orton y permitió que Rusev se llevara la victoria en nueve segundos, el mismo tiempo en que Orton derrotó a Rusev en SummerSlam. La semana siguiente, el alcalde de la ciudad natal búlgara de Rusev pareció declarar el Día de Rusev (Rusev Day), llevándose a cabo una ceremonia para entregarle a Rusev las llaves de la ciudad. English cantó una canción especial para Rusev que conmemoraba la ocasión antes de que Orton los atacara, en parte porque se cantó con la melodía de la música de entrada de Orton, Voices. De ahí en adelante, la multitud comenzó a corear "Rusev Day" durante las luchas de Rusev.
En el episodio del 5 de diciembre de SmackDown, English & Rusev obtuvieron una victoria sobre The New Day y luego se insertaron en un Fatal 4-Way Tag Team match por los Campeonatos en Parejas de SmackDown en Clash of Champions. La semana siguiente, derrotaron a los Campeones en Parejas de SmackDown The Usos en una lucha no titular, pero no lograron capturar los títulos en el evento. El dúo siguió ganando popularidad e ímpetu a medida que la multitud siguió apoyándolos durante sus combates y apariciones, lo que les permitió obtener otra oportunidad para convertirse en los contendientes #1 a los títulos en un Triple Threat Tag Team match en el episodio del 26 de diciembre de SmackDown contra The New Day y Chad Gable & Shelton Benjamin, pero no lograron ganar.

#### 2018
El 28 de enero de 2018 en Royal Rumble, English participó en el Royal Rumble match como el número 22, pero no pudo ganar después de ser eliminado por Finn Bálor. En el episodio del 27 de febrero de SmackDown, English fue derrotado por el ganador del Royal Rumble match, Shinsuke Nakamura, al igual que Rusev el 11 de marzo en Fastlane. En WrestleMania 34, English participó en la quinta edición anual de André the Giant Memorial Battle Royal durante el pre-show del evento, pero fue el primer hombre eliminado. Unas horas más tarde, durante la entrada de Rusev y su combate por el Campeonato de Estados Unidos contra Orton, Bobby Roode y Jinder Mahal, English apareció con la cabeza recién afeitada. El 27 de abril en Greatest Royal Rumble, interfirió en el Casket match entre Rusev y The Undertaker, recibiendo un Chokeslam y un Tombstone Piledriver y siendo metido en el ataúd por Undertaker.
El 15 de julio en Extreme Rules, Rusev recibió una lucha por el Campeonato de WWE contra el campeón AJ Styles, pero debido a un distracción accidental de English, Rusev perdió el combate. Luego de eso, English y Rusev finalmente se establecieron como faces, aunque comenzaron a mostrarse tensiones entre ellos después de que English le costara a Rusev y Lana sus luchas individuales y por equipos contra Andrade "Cien" Almas y Zelina Vega de manera accidental. Se le dijo a English que se quedara atrás, eso haría que English desafiara a Almas para probarse a sí mismo en el episodio del 14 de agosto de SmackDown, sin embargo, English perdió la lucha. Después de que Almas & Vega derrotaron a Rusev & Lana en el kick-off de SummerSlam, los dos equipos tuvieron una lucha de revancha dos noches después en SmackDown. English evitó que Almas usara una silla, lo que le permitió a Rusev aplicar un Machka Kick para ganar. Después del combate, Rusev y Lana perdonaron a English por todas las distracciones en sus luchas recientes.
En el episodio del 4 de septiembre de SmackDown, Rusev Day derrotó a The Usos y Sanity. La victoria hizo que los dos fueran programados para enfrentar a The Bar (Cesaro & Sheamus) la semana siguiente para determinar los contendientes número uno a los Campeonatos en Parejas de SmackDown. En su lucha contra The Bar, Sheamus estaba preparando para aplicarle un Brogue Kick a Rusev. Mientras Sheamus corría hacia Rusev, English se sacrificó, empujando a Rusev y recibiendo la patada. Esto le permitió a Rusev aplicar un Machka Kick para ganar el combate. La victoria le dio a English y Rusev una lucha por los campeonatos contra The New Day en el kick-off de Hell in a Cell. Después de una falta de comunicación entre los dos, English y Rusev fueron derrotados en el evento después de que Kofi Kingston cubriera a English.
En el episodio del 18 de septiembre de SmackDown, Rusev desafió a Shinsuke Nakamura a una lucha por el Campeonato de Estados Unidos. English distrajo a Rusev cuando subió a la orilla del ring para animarlo, lo que le permitió a Nakamura hacerle un roll-up a Rusev para derrotarlo y retener el título. Después de la lucha, English atacó a Rusev con un micrófono, cambiando a heel y terminando su asociación. La semana siguiente en SmackDown, English explicó la razón por la cual traicionó a Rusev, diciendo que sentía que el grupo comenzaba a disminuir desde Lana se unió a ellos. Lana respondió diciendo que le era leal a Rusev sin importar las circunstancias, y acusó a English de usar a Rusev para su propio beneficio. Luego de eso, English aludió que Lana y él habían tenido una aventura, refiriéndose continuamente a "aquella noche en Milwaukee". La semana siguiente en SmackDown, English reveló evidencia en vídeo en la que Lana entraba a la habitación de hotel en la que estaba English y aparentemente profesaba sus sentimientos por él. Sin embargo, el resto del video se reveló la semana siguiente en SmackDown, mostrando a Lana simplemente agradeciéndole a English por todo lo que había hecho por Rusev Day. El video luego mostró que English se acercaba de manera romántica hacia Lana, lo que ella desvió rápidamente. El 16 de octubre en SmackDown 1000, English distrajo a Rusev durante una lucha contra The Miz, costándole el combate y una clasificación al torneo por la Copa Mundial de la WWE en Crown Jewel, por lo que después de la lucha fue atacado por Rusev y Lana. Finalmente, en el episodio del 23 de octubre de SmackDown, English fue derrotado por Rusev, terminando el feudo.

#### 2019-2020
Después de varios meses sin aparecer en televisión, la WWE anunció que English sería agregado al equipo de comentaristas de 205 Live, la marca exclusiva de la división crucero de la compañía, a partir del 22 de enero de 2019, en reemplazo del comentarista de NXT, Percy Watson.
El 14 de abril en WWE Worlds Collide, English representó a SmackDown en el primer episodio y perdió ante Kassius Ohno, quien representó a NXT.
El 1 de noviembre de 2019, debido a retrasos significativos en los vuelos, English hizo una aparición como invitado en SmackDown como el comentarista de la primera hora con otros locutores invitados como Tom Phillips y Renee Young, antes de reemplazar a Pat McAfee.
El 15 de abril de 2020, English fue liberado de su contrato con la WWE debido a los recortes presupuestarios derivados de la pandemia COVID-19.

### Regreso al circuito independiente (2020-2022)
Después de su liberación en la WWE, comenzó a trabajar en el circuito independiente con su nombre real. El 17 de septiembre de 2020, Rehwoldt tuvo su primer combate en el circuito independiente para Zelo Wrestling donde derrotó a Nick Brubaker.

### Impact Wrestling / Total Nonstop Action Wrestling (2021-presente)
En Slammiversary, se emitió una viñeta promocionando la llegada de Rehwoldt a la promoción.
El 5 de agosto de 2022 anunció su retiro de la lucha libre profesional.

## Vida personal
En diciembre de 2014, Rehwoldt se comprometió con la exluchadora profesional Shaul Guerrero, la hija de Vickie Guerrero y del difunto Eddie Guerrero. Se casaron el 3 de enero de 2016 en Florida, haciéndolo yerno de Eddie Guerrero y parte de la familia Guerrero.

## Otros medios
Rehwoldt, como Aiden English, aparece en WWE 2K16 y WWE 2K17 como miembro de The Vaudevillains con Simon Gotch. También aparece en WWE 2K18 y WWE 2K19 como un competidor individual.
Con frecuencia aparece en el canal de YouTube UpupDownDown de Xavier Woods, donde juega videojuegos junto con otros luchadores.
Aparte de su carrera profesional de lucha, Rehwoldt comenzó la campaña "Rough Cuts" en las redes sociales, donde las personas comparten su arte inacabado en Twitter o Instagram. Además, en 2018, comenzó el proyecto "Wrestling With Whiskey", donde, bajo su nombre real, sube videos de degustaciones de Whisky, preguntas y respuestas, etc. en su canal de YouTube.

## En lucha
- Movimientos Finales
  - Director's Cut (Cobra clutch elevado y finalizado en un Sitout side slam[62] –2014—2017, o un Full nelson girado y finalizado en un reverse STO[63] – 2017)
  - Snap front facelock drop[64] – 2017–presente
  - That's a Wrap (High-angle senton bomb)[65][66] – 2014–2017; usado raramente después
  - Whirling Dervish (Swinging neckbreaker)[67][68][69] – 2014–2017; usado como movimiento de firma después

- Movimientos de Firma
  - Leg drop[70][71][72]
- Con Simon Gotch
  - The Gentleman's Congress (Rolling senton (Gotch) seguido de un That's a Wrap (English))[24]
  - Whirling Dervish (Uppercut a la cabeza de un oponente (Gotch) seguido de un swinging neckbreaker)

- Apodos
  - "The Artiste"[1]
  - "The Drama King"[73]
  - "The Man of Sophistication"[2]
  - "The Stuff"

- Mánagers
  - Lana

## Campeonatos y logros
- Impact Wrestling
  - 2021 Homecoming King – ganó el torneo de bienvenida con Deonna Purrazzo

- WWE
  - NXT Tag Team Championship (1 vez) - con Simon Gotch

- Pro Wrestling Illustrated
  - Situado en el Nº207 en los PWI 500 de 2014[74]
  - Situado en el Nº261 en los PWI 500 de 2015[75]
  - Situado en el Nº171 en los PWI 500 de 2016[76]
  - Situado en el Nº188 en los PWI 500 de 2017[77]